# Larrivière-Saint-Savin
Larrivière-Saint-Savin is een gemeente in het Franse departement Landes (regio Nouvelle-Aquitaine) en telt 569 inwoners (2005). De plaats maakt deel uit van het arrondissement Mont-de-Marsan.

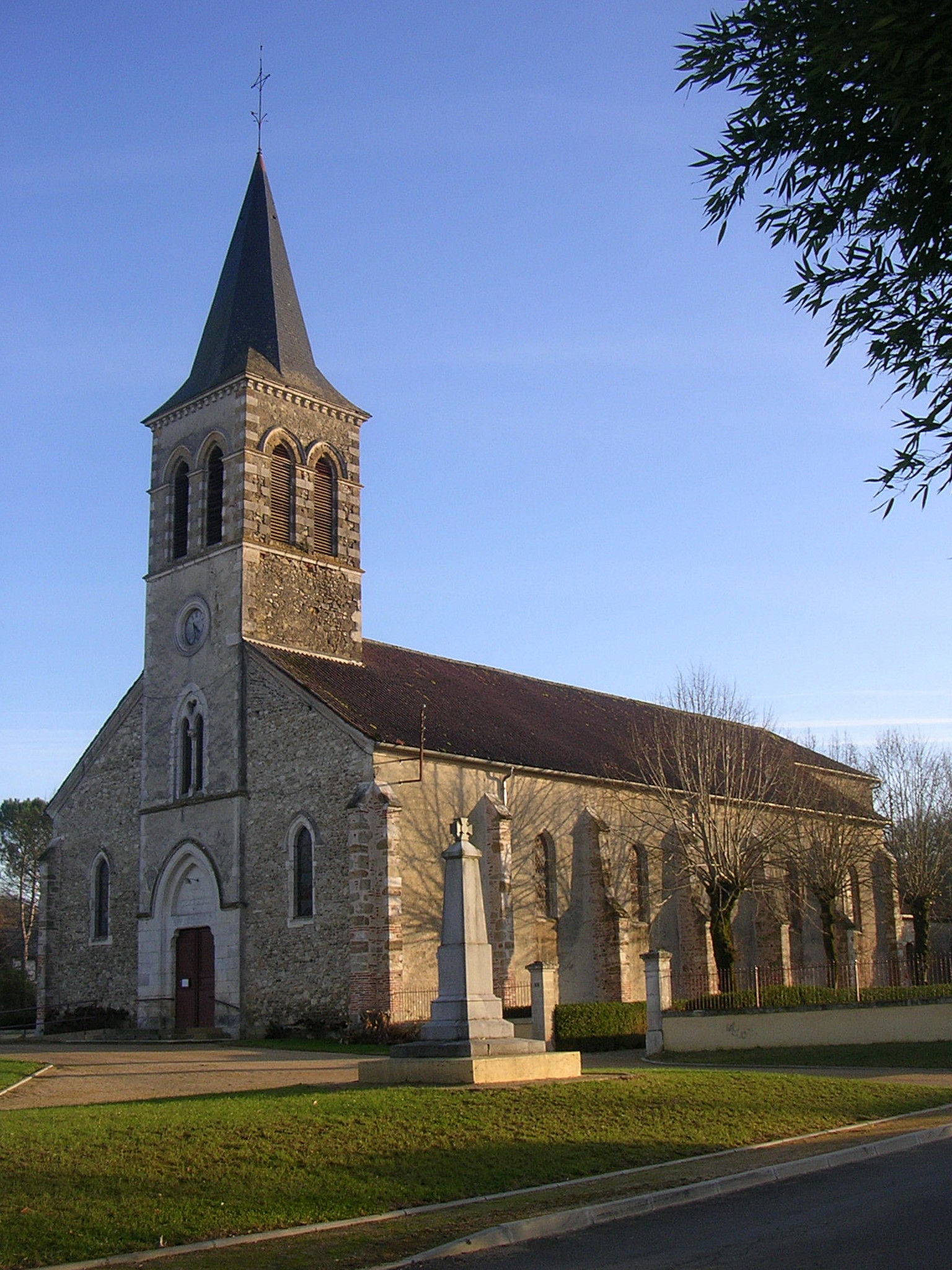
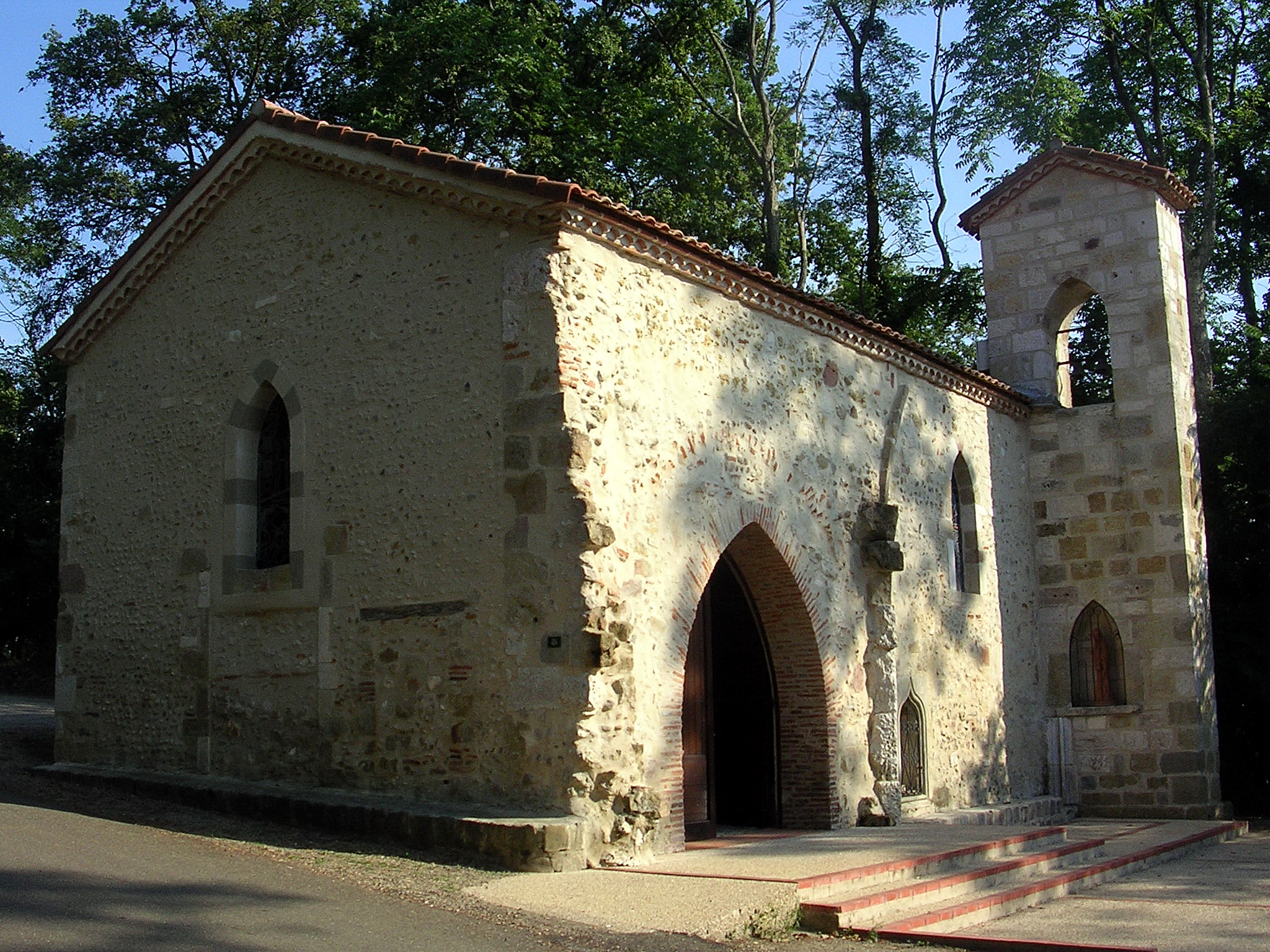

## Geografie
De oppervlakte van Larrivière-Saint-Savin bedraagt 16,7 km², de bevolkingsdichtheid is 34,1 inwoners per km².
De onderstaande kaart toont de ligging van Larrivière-Saint-Savin met de belangrijkste infrastructuur en aangrenzende gemeenten.

## Demografie
Onderstaande figuur toont het verloop van het inwonertal (bron: INSEE-tellingen).